# هجشهالوم
هجشهالوم Hungarian: ‎[ˈhɛɟɛʃhɒlom]‏ هي قرية يسكنها حوالي 3600 نسمة وهي تقع في مقاطعة ديور-موشون-سوبرون في المجر، على الحدود مع النمسا وعلى بعد أقل من 15 كم من الحدود مع سلوفاكيا.
يذكر الميثاق الذي قدمه أندرو الثاني ملك المجر عام 1217 المستوطنة باسم هيجلشالم. بعد الحروب العثمانية ، استوطن اليهود الألمان البلدة. أُبيدوا خلال الجزء الأخير من الحرب العالمية الثانية.[بحاجة لمصدر]

## معرض الصور

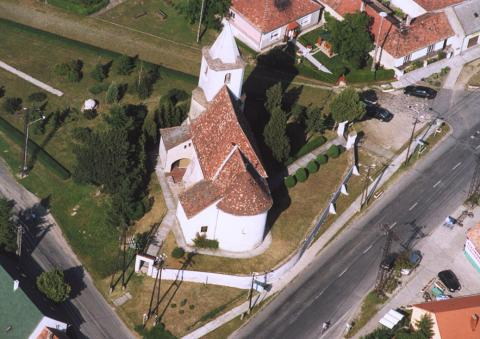
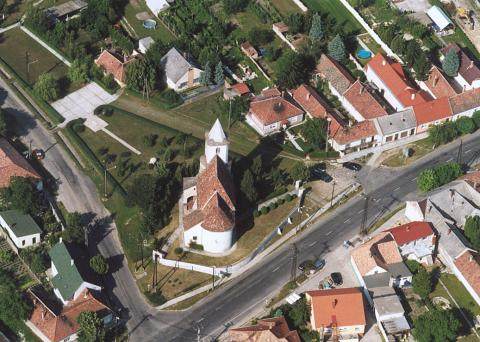
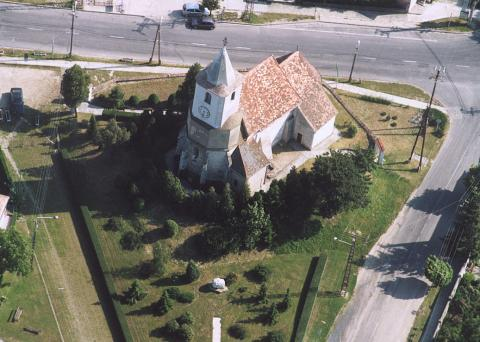
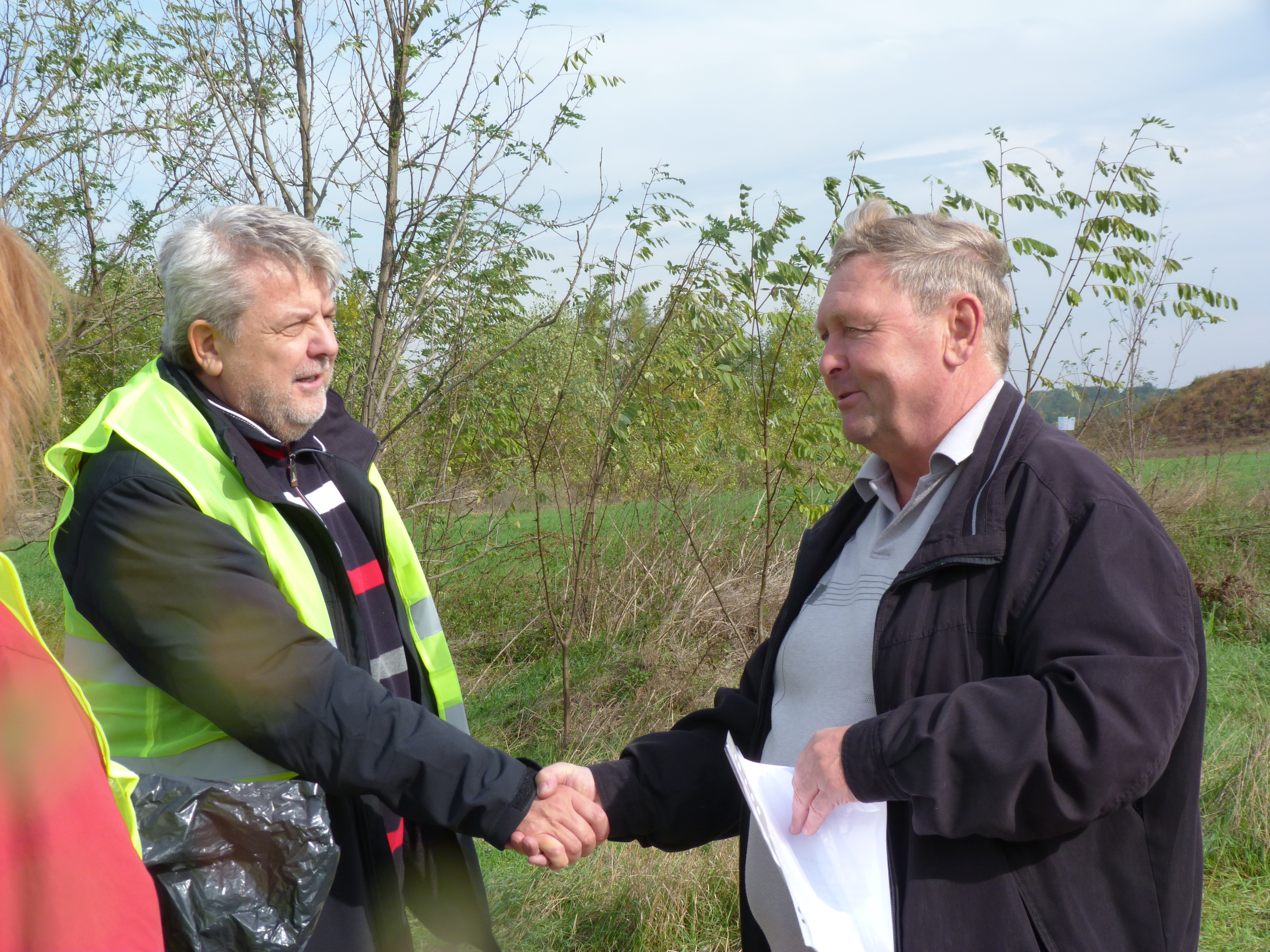